# YuMZ T1
 (juin 2019).
Si vous disposez d'ouvrages ou d'articles de référence ou si vous connaissez des sites web de qualité traitant du thème abordé ici, merci de compléter l'article en donnant les références utiles à sa vérifiabilité et en les liant à la section « Notes et références ».
YuMZ T1 (en russe : ЮМЗ-Т1) est un modèle de trolleybus ukrainien articulé, qui a été fabriqué en 1992-1998 par la société Ioujmach dans les usines de Dnipropetrovsk et Pavlograd.

## Description
Ioujmach a continué à développer le modèle déjà produit Kiev-11. L'usine a réussi à éliminer plusieurs de ses lacunes. Ainsi, le 15 janvier 1992, les premiers trolleybus JuMZ-T1 se sont rendus à Dnipropetrovsk pour des essais. L'un de leurs avantages est que les appareils électriques (accélérateurs et servomoteurs) sont situés sur le toit, ce qui facilite leur accès. Malheureusement, le modèle présente également des inconvénients importants : il consomme beaucoup d’électricité, son système de chauffage est défectueux, etc. Le Trolleybus JuMZ-T1 possède deux ponts d’entraînement et un moteur de traction, ce qui peut également dépasser l’augmentation de 12 %.

## Caractéristiques
- Longueur: 18 m
- Largeur: 2,46 m
- Hauteur: 3,43 m
- Poids à vide: 18,1 t
- Total de places disponibles: 180
- Sièges: 35
- Vues: 145
- Puissance du moteur: 2 x 130 kW